# Formiciinae
Formiciinae — підродина викопних мурашок, яка складається з єдиного роду Formicium. До складу роду входять 5 видів, усі вони відомі лише за залишками королівських особин — самиць та самців, залишок робочих особин знайти поки що не вдалося. Розмах крил королівських особин цього роду найбільший серед усіх видів мурашок, як існуючих, так і вимерлих. Розмах крил самиць сягає 13-15 см, розмір тіла робочих особин оцінюється в 1-3 см, королеви — 5 см, тобто це справжні гіганти серед мурашок, особливо представники виду Formicium giganteum.
Два види відомі з залишок самиць і самців, знайдених в Месселі у Німеччині; решта видів відома лише по окремим відбиткам крил, що знайдені в Великій Британії та США. Вважається, що ретельніше вивчення скам'янілостей з відкладень Месселя та околиць дозволить відкрити нові види цієї підродини.